# Oleksandr Symonenko
Oleksandr Serhijovyč Symonenko (in ucraino Симоненко Олександр Сергійович?; Kropyvnyc'kyj, 14 febbraio 1974) è un ex pistard ucraino.

## Palmarès

### Olimpiadi
- 1 medaglia:
  - 1 argento (Sydney 2000 nell'inseguimento a squadre)

### Mondiali
- 5 medaglie:
  - 3 ori (Bordeaux 1998 nell'inseguimento a squadre; Anversa 2001 nell'inseguimento a squadre; Anversa 2001 nell'inseguimento individuale)
  - 2 argenti (Bogotá 1995 nell'inseguimento a squadre; Perth 1997 nell'inseguimento a squadre)